# زايد (اسم)
زايد هو اسم علم مذكر من أصل عربي، ومعناه هو المكثر في العطاء الغالب في الزيادة على غيره، أصله «زائد» بمعنى فائض، ثم خففوا الهمزة.

## شخصيات تحمل الاسم
- زايد الحمادي (23 فبراير 1996 – )
- زايد العامري (لاعب كرة قدم إماراتي، 14 يناير 1997 – )
- زايد الكثيري (25 أبريل 1991 – )
- زايد بن خليفة آل نهيان (27 مارس 1840 – 1909)
- زايد بن سلطان آل نهيان (أول حاكم لدولة الإمارات العربية المتحدة، 6 مايو 1918 – 2 نوفمبر 2004[3])
- زايد خان (ممثل هندي، 5 يوليو 1980 – )
- زايد زاهده (5 مايو 1958 – )
- زايد سعيد (لاعب كرة قدم بحريني، 1 أكتوبر 1983 – )
- زايد عبد الله (لاعب كرة قدم بحريني، 12 مايو 1984 – )

## وصلات خارجية
- موسوعة السلطان قابوس لأسماء العرب نسخة محفوظة 5 أبريل 2019 على موقع واي باك مشين.